# Odd Fostervoll
Odd Fostervoll (...) è un ex sciatore alpino norvegese.

## Biografia
Specialista delle prove tecniche, Fostervoll esordì in Coppa del Mondo il 13 marzo 1971 a Åre in slalom gigante, senza completare la prova, e vinse il titolo nazionale norvegese nello slalom speciale nel 1973; il suo ultimo piazzamento agonistico fu il 17º posto ottenuto il 2 marzo 1974 nello slalom gigante di Coppa del Mondo disputato a Voss, suo miglior piazzamento nel circuito. Non prese parte a rassegne olimpiche o iridate.

## Palmarès

### Campionati norvegesi
- 5 medaglie[senza fonte]:
  - 1 oro (slalom speciale nel 1973)[2]
  - 1 argento (slalom gigante nel 1973)
  -  3 bronzi (slalom gigante, slalom speciale, combinata nel 1972)[senza fonte]